# 久留勝
久留 勝（くる まさる、1902年〈明治35年〉11月28日 - 1970年〈昭和45年〉9月8日）は、日本の医学者。医学博士。日本学士院会員。がんの外科学研究で知られる。

## 人物
三重県伊勢市豊川町の生まれ。1926年に東京帝国大学を卒業と同時に塩田広重教授の塩田外科に入局。1931年より2年間、文部省の在外研究員として欧米への外科学の研究のため留学。1933年1月に東京帝国大学医学博士。論文の題は「人の類黄色腫性病竈より培養せられたる一新病原性糸状菌イサリア・シオタエに就て (独文)」。1933年11月に、塩田教授の推薦で癌研究会の康楽病院外科医長として赴任。その後、1941年金沢医科大学の外科学教授として赴任。1954年1月に大阪大学の外科学教授を歴任、1962年国立がんセンター病院長に就任、1967年国立がんセンター総長となる。総長時代には、1969年高松宮妃癌研究基金学術賞を受賞。
1970年9月8日、肺性心のため東京大学医科学研究所付属病院で死去。

## 著書
- 『癌の話』〈創元医学新書〉創元社、1959年。
- 『系統外科学』南山堂、1958年。
- 『乳腺腫瘍図譜―臨床病理』中山書店、1962年。

## 共編著
- 『腫瘍生化学』久留 勝 (編集)、三浦 義彰 (編集) 朝倉書店、1965年。